# 吉留路樹
吉留 路樹（よしとめ ろじゅ/みちき、1925年7月21日 - 1997年6月24日）は、ルポライター、ノンフィクション作家、小説家、評論家。
長崎県生まれ。新聞記者をへて文筆家となり、左翼的な立場から政治、鉄道業界、労働運動、自動車、朝鮮人問題、日本史などはば広い分野で著述を行った。

## 著書
- 『馬賊物語』双葉新書 1967
- 『私鉄への告発状 企業の内幕 運賃値上げの根拠はない!』双葉新書 1968
- 『21世紀への海洋開発 巨大な先端産業の胎動』いさな書房 1969
- 『住宅策戦必勝法 キミにも家が持てる』いさな書房 1969
- 『国鉄の偽装経営』ルック社 1970
- 『戦国の女性たち』霞ケ関書房 1970
- 『三公社五現業の偽装計画』ルック社 1971
- 『私鉄の偽装商法』ルック社 1971
- 『都市を支配する農協集団』アロー出版社 1971
- 『農協集団の全貌』アロー出版社 1971
- 『日本人と朝鮮人 日本人の血の中にひそむ蔑視と差別』エール出版社 1972
- 『働き過ぎは罪悪だ 社員から人間へ脱皮しよう』エール出版社 1972
- 『嵐を呼ぶ動労 なぜ彼らは闘わなければならないのか』エール出版社 1973
- 『働き方革命 ゆっくりやろうぜ、オレたちは･･･』エール出版社 1973
- 『甲陽軍鑑入門』アロー出版社 1974
- 『国鉄黒書 国民残酷ものがたり』ビジネス社 ニュー・ライフ・ブック 1974
- 『知られざる郵政』アロー出版社 1974
- 『戦国のブレイン達』アロー出版社 1974
- 『朴政権の素顔 その恐怖政治・腐敗政治の実態』エール出版社 1974
- 『モシモシ電電残酷物語 人命軽視の生産第一主義を告発する』エール出版社 1974
- 『交通戦争 クルマ社会の実態と警鐘』ホーチキ商事出版部 1975
- 『国鉄残酷物語 この惨状を見るとストを恐れなくなる』エール出版社 1975
- 『非情列島 職業病と労災患者の血と涙の悲惨な叫び』エール出版社 1975
- 『火の如く ある血盟団員』アロー出版社 1975
- 『玄海灘の灯』亜紀書房 1976
- 『大村朝鮮人収容所 知られざる刑期なき獄舎』二月社 1977
- 『国民を捨てる国鉄』アロー出版社 1977
- 『「密航者」群 小説』二月社 1977
- 『大謀略 権力の本質を衝く!!白村江から水本事件まで』アロー出版社 1978
- 『豊臣秀吉の爪跡 生きている文禄・慶長戦争』二月社 1978
- 『拡散するマル生 郵政から総産業へ』二月社 1979
- 『郵政マル生の実態 このおどろくべき労働弾圧路線』二月社 1979
- 『アイゴ!ムルダルラ 広島・長崎被爆朝鮮人の35年』編著 二月社 1980
- 『史話日本と朝鮮』現代思潮社 1981
- 『日本の危険な構造 現代の不条理を撃つ!』新経済出版 1981
- 『民衆の中の防衛論 それでも非武装中立だ･･･』現代史出版会 1981
- 『国鉄問題の真相 国民的資産を食い潰した元凶を衝く』市民出版社 1982
- 『革新本流の再生 石橋政嗣その人と日本社会党の進路』市民出版社 1983
- 『熔岩』市民出版社 1984
- 『人権か指紋か 外国人登録制度の狙いとホンネを衝く』市民出版社 1985
- 『許すまじ国鉄の分割・民営 国民財産を守る五千万人怒りの署名』編著 市民出版社 1985
- 『日韓併合の真相 ノンフィクション』世論時報社 1988
- 『倭国ここに在り 文底に隠された真実・二つの国があった日本列島』葦書房 1991